# Tulista
Tulista je biljni rod iz porodice čepljezovki (Asphodelaceae), red Asparagales. Pripadaju mu tri vrste sukulenata hamefita s juga Afrike

## Vrste
1. Tulista kingiana (Poelln.) Gideon F.Sm. & Molteno
2. Tulista marginata (Lam.) G.D.Rowley
3. Tulista minor (Aiton) Gideon F.Sm. & Molteno
4. Tulista pumila (L.) G.D.Rowley